# Шкуд, Моисей Абрамович
Моисей Абрамович Шкуд (19 октября 1907, Секуряны, Хотинский уезд, Бессарабская губерния — 1 февраля 1988, Москва) — советский инженер, архитектор, организатор строительства, специалист в области радиосвязи и телерадиовещания. Лауреат Ленинской премии (1970) и Государственной премии СССР (1983).

## Биография
Моисей Абрамович Шкуд родился в северном бессарабском местечке Секуряны (теперь Сокиряны — райцентр Сокирянского района Черновицкой области Украины). С 1922 года работал электромонтёром в Виннице. В 1931 году окончил электротехнический факультет Киевского политехнического института по специализации радиотехника, с конца 1928 года одновременно работал на монтаже, затем эксплуатации Киевской радиостанции. До 1933 года работал инженером-электриком, затем руководил строительством радиостанций в Одессе, Чернигове, Киеве, Алма-Ате, Луцке.
В 1940—1941 годах — руководил проектированием серии мощных радиостанций для западных областей СССР.
В 1941—1942 годах — на фронте, после демобилизации (указом наркома обороны) был назначен главным инженером треста «Радиобуд» и руководил восстановлением разрушенных в ходе боевых действий радиостанций под Москвой, в Ленинграде, Киеве, Минске, Львове, Кишинёве, Одессе и других городах.
С середины 1950-х годов в качестве главного инженера Государственного Союзного проектного института (ГСПИ) Министерства связи СССР руководил проектированием телецентров для Москвы и столиц союзных республик СССР, многопрограммных радиовещательных станций, многоканальных радиорелейных линий большой протяжённости, станций космической связи. В 1962 году под руководством М. А. Шкуда (главный конструктор) была разработана первая в стране сухопутная система подвижной (сотовой) связи «Алтай», действующая по радиально-зоновому принципу (первая зона этой сети мобильной связи была запущена в 1965 году), в 1972 году — система транкинговой мобильной связи «Алтай—3М».
В 1964—1967 годах в качестве главного инженера руководил строительством Останкинской телевизионной башни (с Б. А. Злобиным), один из авторов её архитектурного проекта (с Д. И. Бурдиным и Л. И. Щипакиным). В 1970 году за эту работу в составе группы ведущего проектировщика Н. И. Никитина (1907—1973) был награждён Ленинской премией.
В конце 1970-х годов М. А. Шкуд руководил проектированием радиообъектов «Олимпиады—80», в том числе Олимпийского телерадиокомплекса (Государственная премия СССР, 1983). В начале 1980-х годов вновь занимался проектированием системы УКВ связи с подвижными объектами.
Основные печатные труды и изобретения — в области проектирования объектов связи, радио и телевидения.
Похоронен на Ваганьковском кладбище.

## Публикации
- Айзенберг Г. З., Шамшин В. А., Шкуд М. А., Ямпольский В. Г. Радиорелейные линии с пассивными ретрансляциями. Электросвязь, 1969, № 8, с. 1—9.
- Гольденберг Л. Ф., Шкуд М. А. Принципы антенной коммутации радиовещательных центров. Электросвязь, 1976, № 6.